# Присоединение Прибалтики к СССР
Присоединение Прибалтики к СССР (в странах Балтии и многих других эти события и последующий период нахождения этих стран в составе СССР называются советской оккупацией) — аннексия летом 1940 года независимых государств — Эстонии, Латвии и Литвы — Советским Союзом после подписания им и Германией в августе 1939 года договора о ненападении и Договора о дружбе и границе, по секретным протоколам которых они попали в «сферу интересов» СССР в Восточной Европе.
В новейшей зарубежной историографии и среди части российских историков действия СССР оцениваются как оккупация с последующей аннексией. Совет Европы в своих резолюциях охарактеризовал процесс вхождения прибалтийских государств в состав СССР как оккупацию, насильственное включение [в состав страны] и аннексию. В 1983 году Европейский парламент осудил его как оккупацию, и в дальнейшем (2007) использовал в этом отношении такие понятия как «оккупация» и «незаконная инкорпорация».
Текст преамбулы Договора об основах межгосударственных отношений между РСФСР и Литовской Республикой 1991 года содержит строки: «относя к прошлому события и действия, которые препятствовали полной и свободной реализации каждой Высокой Договаривающейся Стороной своего государственного суверенитета, будучи уверенными, что устранение Союзом ССР нарушающих суверенитет Литвы последствий аннексии 1940 года создаст дополнительные условия доверия между Высокими Договаривающимися Сторонами и их народами». Несмотря на то, что президент РСФСР в 1991 году признал действия 1940 года как аннексию Литвы, современная официальная позиция российских властей заключается в том, что присоединение стран Балтии к СССР не противоречило нормам международного права по состоянию на 1940 год, а также что вхождение этих стран в состав СССР получило официальное международное признание. Эта позиция основывается на признании де-факто целостности границ СССР на июнь 1941 года на Ялтинской (1945 г.) и Потсдамской конференциях (1945 г.) государствами-участниками, а также на признании в 1975 году нерушимости европейских границ участниками Совещания по безопасности и сотрудничеству в Европе.

## Предыстория. 1930-е годы

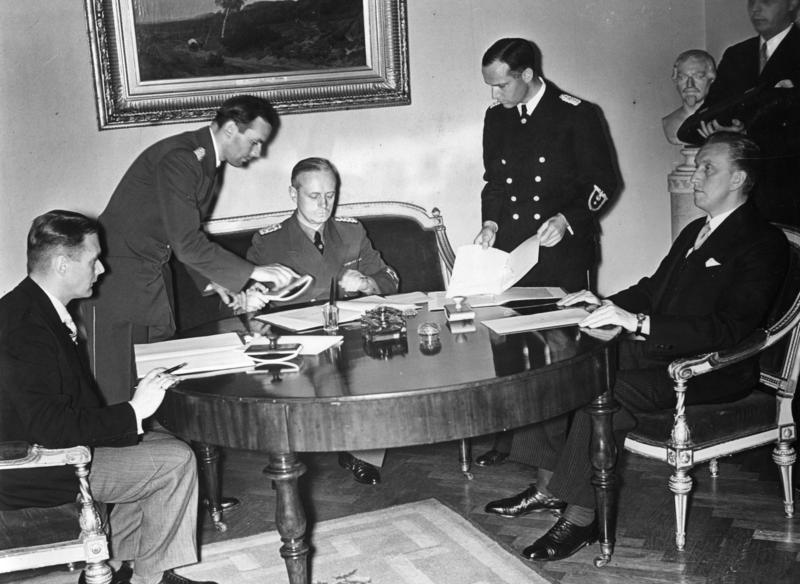
Подписание германо-эстонского и германо-латвийского договоров о ненападении

Балтийские государства в период между двумя мировыми войнами стали объектом борьбы великих европейских держав (Великобритании, Франции и Германии) за влияние в регионе. В первое десятилетие после поражения Германии в Первой мировой войне в балтийских государствах было сильное англо-французское влияние, которому впоследствии, с началом 1930-х годов, стало мешать усиливающееся влияние соседней Германии. Ему, в свою очередь, стремился противодействовать СССР. К концу 1930-х годов Германия и СССР стали фактически основными соперниками в борьбе за влияние в Прибалтике.
В декабре 1933 года правительствами Франции и СССР было выдвинуто совместное предложение заключить договор о коллективной безопасности и взаимопомощи. Финляндии, Чехословакии, Польше, Румынии, Эстонии, Латвии и Литве было предложено присоединиться к этому договору. Проект, получивший название «Восточный пакт», рассматривался как коллективная гарантия на случай агрессии со стороны нацистской Германии. Но Польша и Румыния отказались вступить в альянс, США не одобрили идею договора, а официальный Лондон выдвинул ряд встречных условий, включая перевооружение Германии.
29 сентября 1938 года было составлено и 30 сентября подписано Мюнхенское соглашение, согласно которому Великобритания, Франция, Германия и Италия решили разделить независимое государство — Чехословакию, отделив от него Судеты и передав их Германии. «Это было настоящим переломным моментом в европейской системе международной политики, — отмечает политолог Игорь Юргенс в книге „Черновики будущего“. — После Мюнхена европейским интеллектуалам стало понятно, что у малой нации нет инструментов для сопротивления решениям крупных стран».
Весной-летом 1939 года СССР вёл переговоры с Великобританией и Францией о совместном предотвращении итало-германской агрессии против европейских стран и 17 апреля 1939 года предложил Великобритании и Франции взять на себя обязательства оказывать всемерную, в том числе и военную, помощь восточноевропейским странам, расположенным между Балтикой и Чёрным морем и граничащим с Советским Союзом, а также заключить сроком на 5—10 лет соглашение о взаимопомощи, включая военную, в случае агрессии в Европе против любого из договаривавшихся государств (СССР, Великобритания и Франции). (Предлагаемый договор также неформально называли «вторым изданием Антанты».)
Провал переговоров был вызван разностью интересов договаривающихся сторон. Так, франко-британские эмиссары получили от генеральных штабов своих государств подробные секретные инструкции, в которых определялись цели и характер переговоров.
В записке французского генерального штаба говорилось, в частности, что вместе с рядом политических выгод, которые получили бы Великобритания и Франция в связи с присоединением СССР, это позволило бы вовлечь СССР в конфликт: «не в наших интересах, чтобы он оставался вне конфликта, сохраняя нетронутыми свои силы». Советский Союз, рассматривавший по крайней мере две прибалтийские республики — Эстонию и Латвию — как сферу своих геополитических интересов, отстаивал на переговорах эту позицию, но не встретил понимания у партнёров. Что же касается правительств самих прибалтийских государств, то они предпочли гарантии со стороны Германии, с которой они были связаны системой экономических соглашений. По мнению Уинстона Черчилля: «Препятствием к заключению такого соглашения (с СССР) служил ужас, который эти самые пограничные государства испытывали перед советской помощью в виде советских армий, которые могли пройти через их территории, чтобы защитить их от немцев и попутно включить в советско-коммунистическую систему. Ведь они были самыми яростными противниками этой системы. Польша, Румыния, Финляндия и три прибалтийских государства не знали, чего они больше страшились, — германской агрессии или русского спасения».
В июне 1939 года Эстония и Латвия заключили с Германией договоры о ненападении (с СССР обе страны заключили договоры о ненападении ещё в 1932 году). Черчилль сказал по этому поводу: «Таким образом, Гитлеру удалось без труда проникнуть в глубь слабой обороны запоздалой и нерешительной коалиции, направленной против него».
В этой ситуации, одновременно с проведением переговоров с Великобританией и Францией, Советский Союз летом 1939 года предпринял шаги к активному сближению с Германией. Результатом такой политики стало подписание 23 августа 1939 года Договора о ненападении между Германией и СССР. Согласно секретному дополнительному протоколу к договору, Эстония, Латвия, Финляндия и восток Польши были включены в советскую сферу интересов, Литва и запад Польши — в сферу интересов Германии. К моменту подписания договора Клайпедский край уже был частью Германией с марта 1939 года.

## Начало войны в Европе (1939)

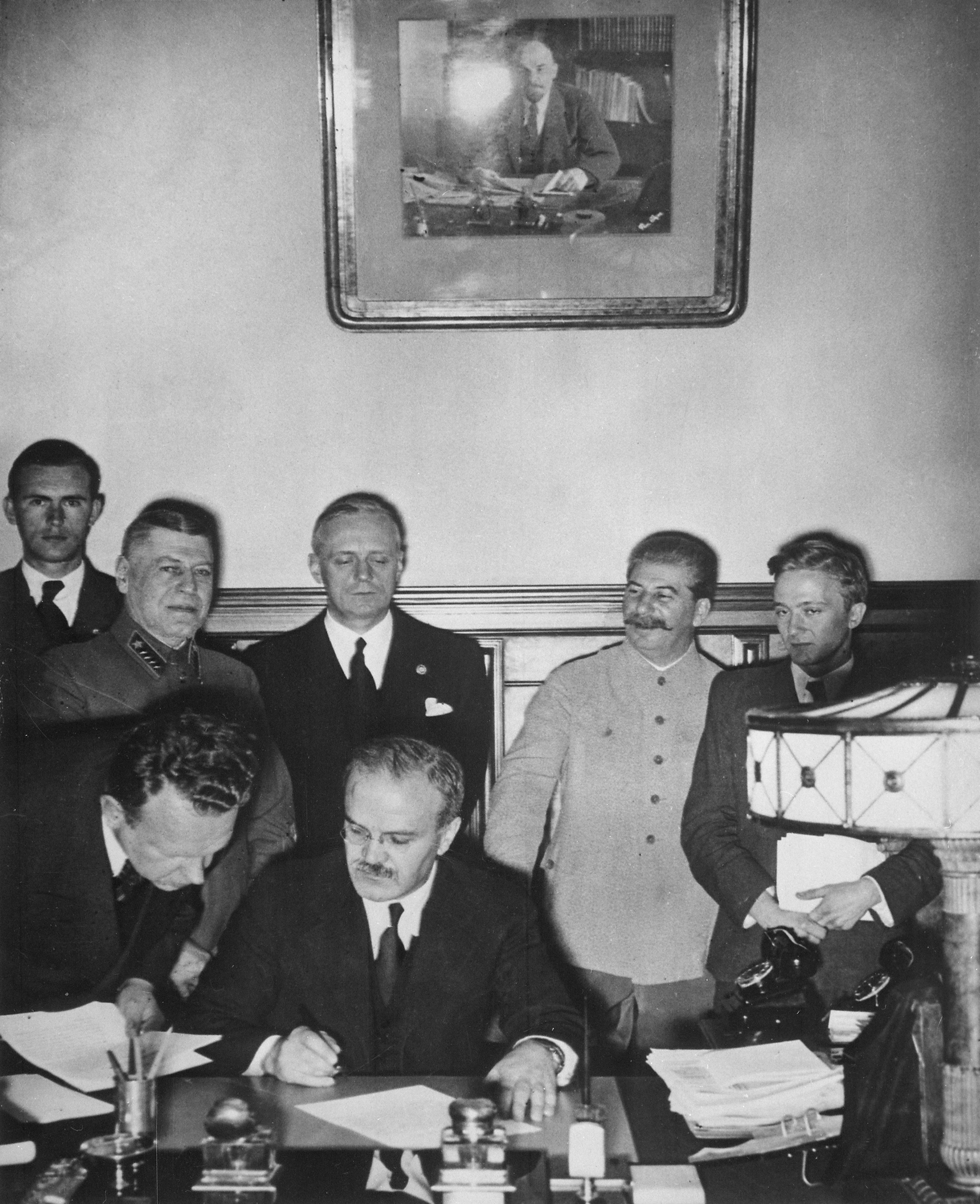
Подписание Договора о ненападении между Германией и Советским Союзом

Ситуация обострилась 1 сентября 1939 года с началом Второй мировой войны. Германия начала вторжение в Польшу. 17 сентября СССР ввёл войска в Польшу, объявив советско-польский договор о ненападении от 25 июля 1932 года утратившим силу. В тот же день государствам, состоявшим в дипломатических отношениях с СССР (в том числе прибалтийским), была вручена советская нота о том, что «в отношениях с ними СССР будет проводить политику нейтралитета».
Начало войны между соседними государствами породило в Прибалтике опасения оказаться втянутыми в эти события и побудило объявить о своём нейтралитете. Тем не менее, в ходе военных действий произошёл ряд инцидентов, в которые оказались вовлечены и балтийские страны. Одним из них стал заход 15 сентября польской подводной лодки «Ожел» в таллинский порт, где она была интернирована по требованию Германии эстонскими властями, которые начали демонтаж её вооружения. Однако в ночь на 18 сентября экипаж подлодки разоружил охранников и вывел её в море, при этом на борту оставались шесть торпед. Советский Союз заявил, что Эстония нарушила нейтралитет, предоставив убежище и помощь польской подводной лодке.
19 сентября Вячеслав Молотов от лица советского руководства возложил ответственность за это происшествие на Эстонию, заявив, что Балтийскому флоту поставлена задача отыскать подлодку, поскольку она может угрожать советскому судоходству. Это привело к фактическому установлению морской блокады эстонского побережья.
24 сентября для подписания договора о торговле в Москву прибыл министр иностранных дел Эстонии К. Сельтер. После обсуждения экономических проблем Молотов перешёл к проблемам взаимной безопасности и предложил «заключить военный союз или договор о взаимной помощи, который вместе с тем обеспечивал бы Советскому Союзу права иметь на территории Эстонии опорные пункты или базы для флота и авиации». Сельтер попытался уклониться от обсуждения, ссылаясь на нейтралитет, но Молотов заявил, что «Советскому Союзу требуется расширение системы своей безопасности, для чего ему необходим выход в Балтийское море. Если Вы не пожелаете заключить с нами пакт о взаимопомощи, то нам придется искать для гарантирования своей безопасности другие пути, может быть, более крутые, может быть, более сложные. Прошу Вас, не принуждайте нас применять силу в отношении Эстонии».

## Пакты о взаимопомощи и Договор о дружбе и границе

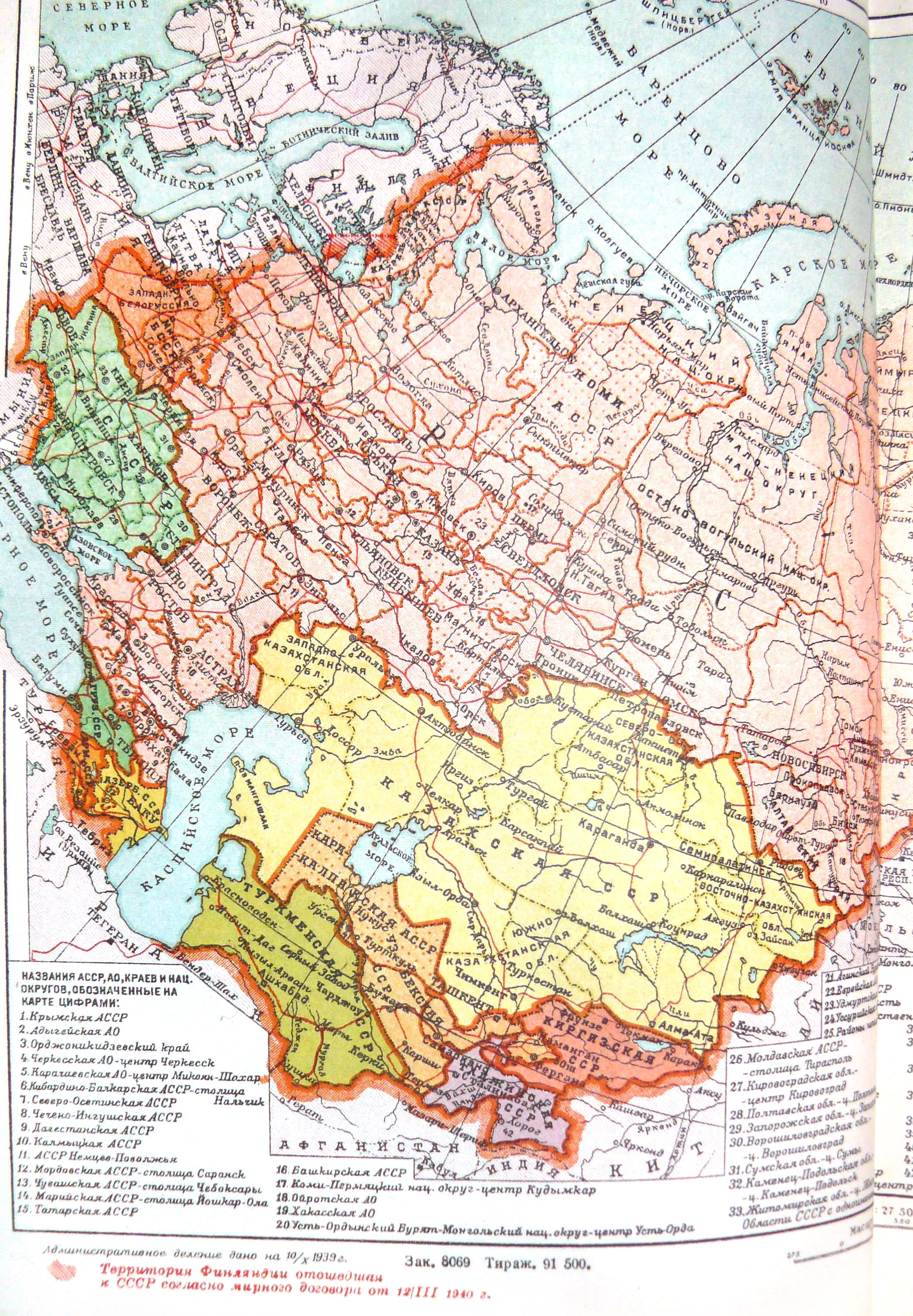
Независимые прибалтийские государства на карте Малой советской энциклопедии (апрель 1940)

В результате фактического раздела польской территории между Германией и СССР советские границы передвинулись далеко на запад, и СССР стал граничить с третьим прибалтийским государством — Литвой. Первоначально Германия намеревалась превратить Литву в свой протекторат, однако 25 сентября 1939 г., в ходе советско-германских контактов «об урегулировании польской проблемы», СССР предложил начать переговоры об отказе Германии от претензий на Литву в обмен на территории Варшавского и Люблинского воеводств. В этот день посол Германии в СССР граф фон Шуленбург отправил в МИД Германии телеграмму, в которой сообщил, что был вызван в Кремль, где Сталин указал на это предложение как на предмет будущих переговоров и добавил, что в случае согласия со стороны Германии «Советский Союз немедленно возьмётся за решение проблемы прибалтийских государств в соответствии с протоколом от 23 августа и ожидает в этом деле полную поддержку со стороны германского правительства».
Ситуация в самих прибалтийских государствах была тревожной и противоречивой. На фоне слухов о готовящемся советско-германском разделе Прибалтики, которые опровергались дипломатами обеих сторон, часть правящих кругов прибалтийских государств была готова продолжать сближение с Германией, в то время как многие другие были настроены антигермански и рассчитывали на помощь СССР в сохранении баланса сил в регионе и национальной независимости, тогда как действовавшие в подполье левые силы готовы были поддержать присоединение к СССР.
Тем временем на советской границе с Эстонией и Латвией создавалась советская военная группировка, в которую вошли силы 8-й армии (Кингисеппское направление, Ленинградский ВО), 7-й армии (Псковское направление, Калининский ВО) и 3-й армии (Белорусский фронт).
В условиях, когда Латвия и Финляндия отказались оказать Эстонии поддержку, а Великобритания и Франция несмотря на то, что уже находились в состоянии войны с Германией, также отказались её оказать, эстонское правительство пошло на переговоры в Москве, в результате которых 28 сентября был заключён Пакт о взаимопомощи, предусматривающий создание на территории Эстонии советских военных баз и размещение на них советского контингента численностью до 25 тысяч человек. В этот же день был подписан германо-советский договор «О дружбе и границе». Согласно секретному протоколу к нему, условия раздела сфер влияния были пересмотрены: Литва отошла в сферу влияния СССР в обмен на польские земли к востоку от Вислы, отошедшие к Германии. Сталин по окончании переговоров с эстонской делегацией заявил Сельтеру: «правительство Эстонии действовало мудро и на пользу эстонскому народу, заключив соглашение с Советским Союзом. С Вами могло бы получиться, как с Польшей. Польша была великой державой. Где теперь Польша?».
2 октября начались аналогичные советско-латвийские переговоры. От Латвии СССР также потребовал доступ к морю — через порты Лиепая и Вентспилс. В итоге 5 октября был подписан договор о взаимопомощи сроком на 10 лет, предусматривавший ввод в Латвию 25-тысячного контингента советских войск.
5 октября СССР предложил Финляндии также рассмотреть возможность заключения с СССР пакта о взаимопомощи. Переговоры были начаты 11 октября, однако Финляндия отклонила предложения СССР как по пакту, так и по аренде и обмену территориями, что привело к Майнильскому инциденту, ставшему поводом к денонсации СССР пакта о ненападении с Финляндией и, далее, Советско-финской войне.
10 октября 1939 г. Председателем Совета Народных Комиссаров В.М. Молотовым и министром Иностранных Дел Литовской Республики Ю. Урбшисом в Москве был подписан советско-литовский «Договор о передаче Литовской республике города Вильно и Виленской области и о взаимопомощи между Советским Союзом и Литвой» сроком на 15 лет, предусматривавший ввод 20-тысячного контингента советских войск.

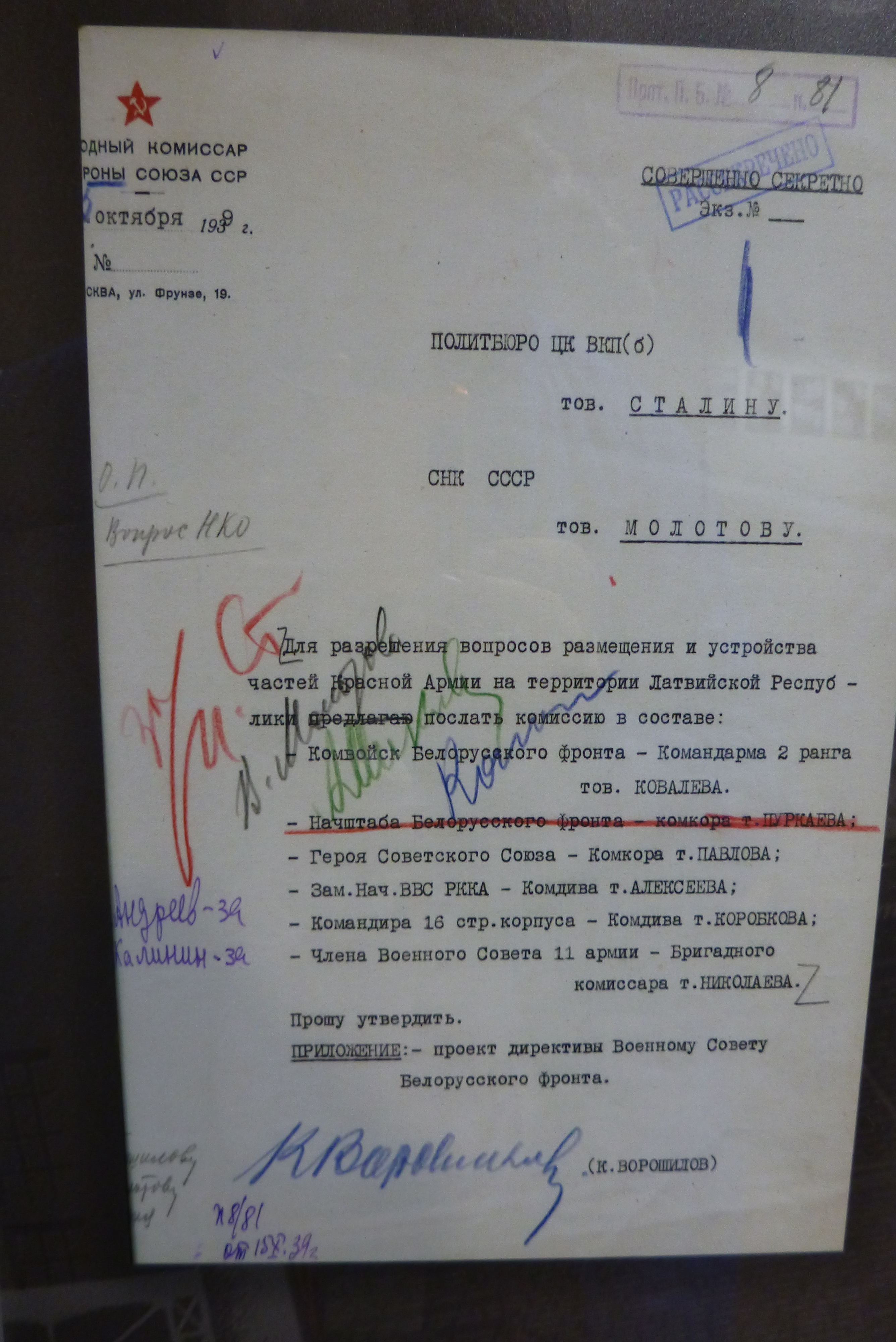
Докладная записка К. Е. Ворошилова И. В. Сталину и В. М. Молотову о размещении частей Красной Армии на территории Латвии. 15 октября 1939 года

Почти сразу же после подписания договоров о взаимопомощи начались переговоры о базировании советских войск на территории Прибалтики.
В Эстонию ввод частей 65-го особого стрелкового корпуса и Особой группы ВВС начался 18 октября. Районами их дислокации стали Палдиски, Хаапсалу, острова Сааремаа и Хийумаа (при этом Балтийский флот на период сооружения баз получил право базироваться в Рохукюла и Таллине).
В Латвии пунктами базирования стали Лиепая, Вентспилс, Приекуле и Питрагс. 23 октября в Лиепаю прибыл крейсер «Киров» в сопровождении эсминцев «Сметливый» и «Стремительный». 29 октября начался ввод частей 2-го особого стрелкового корпуса и 18-й авиабригады.
В Литве советские войска были размещены в течение ноября — декабря в районах Новая Вилейка, Алитус, Пренай, Гайжюнай (в Вильнюсе и на территории Виленского края они находились уже со времени польской кампании), при этом из Вильнюса они были выведены по настоянию литовской стороны. В Литве разместились части 16-го стрелкового корпуса, 10-й истребительный и 31-й скоростной бомбардировочный авиационные полки.
1 апреля 1940 года в Германии были изданы географические карты, на которых территории Эстонии, Латвии и Литвы были обозначены как входящие в Советский Союз.
Уинстон Черчилль, занимавший в это время пост первого лорда Адмиралтейства, в своём выступлении по радио 1 октября 1939 года (после падения Польши, но до ввода советских войск в Прибалтику) сказал:

То, что русские армии должны были встать на этой линии, было совершенно необходимо для безопасности России против нацистской угрозы. Как бы то ни было, эта линия существует, и создан Восточный фронт, который нацистская Германия не осмелится атаковать. Когда господин Риббентроп на прошлой неделе был вызван в Москву, ему пришлось узнать и принять тот факт, что осуществление нацистских планов по отношению к прибалтийским странам и Украине должно быть окончательно остановлено.
Заключив договоры с прибалтийскими странами, советское руководство стало предъявлять суверенным республикам претензии по поводу деятельности так называемой Балтийской Антанты и требовать роспуска этого политического союза между Эстонией, Латвией и Литвой как имеющего антисоветскую направленность и нарушающего договоры о взаимной помощи с СССР.

## Ввод советских войск 1939 года
Ограниченный контингент Красной Армии (например, в Латвии в приложенном к договору о взаимопомощи конфиденциальном протоколе была согласована численность советских войск в 25 тыс. человек, что сопоставимо с численностью армии Латвии) был введён с разрешения президентов балтийских стран, и были заключены соглашения. Так, 5 ноября 1939 года рижская газета «Газета для всех» в заметке «Советские войска прошли в свои базы» опубликовала сообщение:
На основании дружественного договора, заключенного между Латвией и СССР о взаимной помощи, первые эшелоны советских войск проследовали 29 октября 1939 года через пограничную станцию Зилупе. Для встречи советских войск был выстроен почётный караул с военным оркестром….

Немного позже в той же газете 26 ноября 1939 года в статье «Свобода и независимость», посвященной торжествам 18 ноября, была напечатана речь президента Карлиса Улманиса, в которой он заявил:
…Недавно заключенный договор о взаимной помощи с Советским Союзом укрепляет безопасность наших и его границ…

## Ультиматумы лета 1940 года и смещение прибалтийских правительств

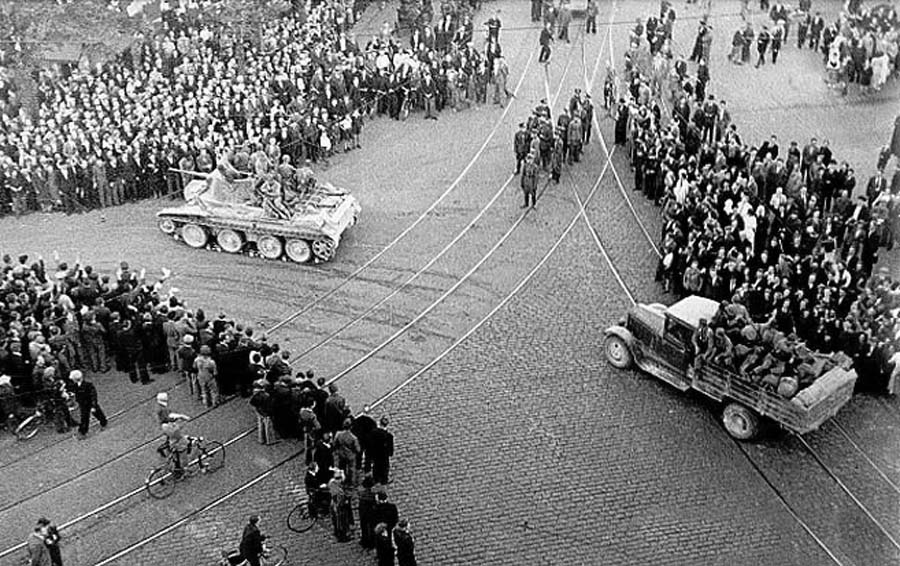
Советские войска вступают в Ригу (1940)

3 июня поверенный в делах СССР в Литве В. Семёнов пишет обзорную записку о положении в Литве, в которой советское полпредство обращало внимание Москвы на стремление правительства Литвы «предаться в руки Германии», и на активизацию «деятельности германской пятой колонны и вооружение членов союза стрелков», подготовку к мобилизации. В ней говорится о «подлинных намерениях литовских правящих кругов», которые в случае урегулирования конфликта лишь усилят «свою линию против договора, перейдя к „деловому“ сговору с Германией, выжидая только удобный момент для прямого удара по советским гарнизонам».
4 июня под видом учений войска Ленинградского, Калининского и Белорусского Особого военных округов были подняты по тревоге и начали выдвижение к границам прибалтийских государств.
14 июня советское правительство предъявило ультиматум Литве, а 16 июня — Латвии и Эстонии. В основных чертах смысл ультиматумов совпадал — правительства этих государств обвинялись в грубом нарушении условий ранее заключенных с СССР Договоров о взаимопомощи, и выдвигалось требование сформировать правительства, способные обеспечить выполнение этих договоров, а также допустить на территорию этих стран дополнительные контингенты войск. Условия были приняты.
15 июня дополнительные контингенты советских войск были введены в Литву, а 17 июня — в Эстонию и Латвию. В тот же день (17 июня) советский нарком обороны С. Тимошенко отправил секретный доклад Сталину о начале советизации занятых республик
.
Литовский президент Антанас Сметона настаивал на организации сопротивления советским войскам, однако, получив отказ большей части правительства, бежал в Германию, а его латвийский и эстонский коллеги — Карлис Улманис и Константин Пятс — пошли на сотрудничество с новой властью (оба вскоре были репрессированы), как и литовский премьер Антанас Меркис. Во всех трёх странах были сформированы дружественные СССР правительства во главе, соответственно, с Юстасом Палецкисом (Литва), Йоханнесом Варесом (Эстония) и Августом Кирхенштейном (Латвия).
За процессом советизации прибалтийских стран следили уполномоченные правительства СССР — Андрей Жданов (в Эстонии), Андрей Вышинский (в Латвии) и Владимир Деканозов (в Литве).

## Вхождение прибалтийских государств в СССР

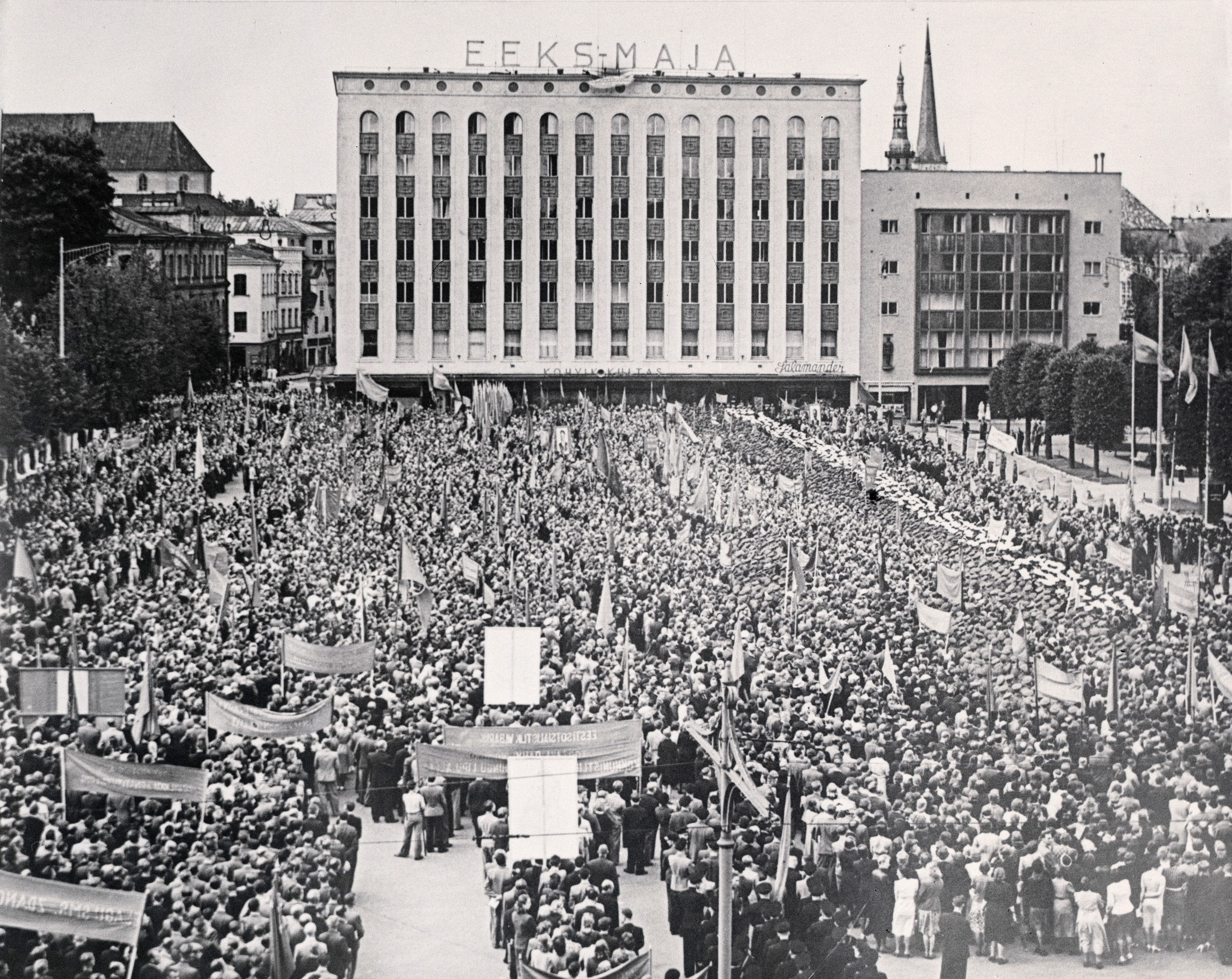
Митинг на площади Вабадузе в Таллине. 17 июля 1940 года

Новые правительства сняли запреты на деятельность коммунистических партий и проведение демонстраций, выпустили просоветски настроенных политзаключенных и назначили внеочередные парламентские выборы. На голосованиях, состоявшихся 14—15 июля во всех трёх государствах, формально одержавшие победу прокоммунистические Блоки (Союзы) трудового народа были единственными избирательными списками, допущенными к выборам. По официальным данным, в Эстонии явка составила 84,1 %, при этом за Союз трудового народа было отдано 92,8 % голосов, в Литве явка составила 95,51 %, из которых 99,19 % проголосовали за Союз трудового народа, в Латвии явка составила 94,8 %, за Блок трудового народа было отдано 97,8 % голосов.
Вновь избранные парламенты уже 21—22 июля провозгласили создание Эстонской ССР, Латвийской ССР и Литовской ССР и приняли Декларации о вхождении в СССР. 3—6 августа 1940 года, в соответствии с решениями Верховного Совета СССР, эти республики были приняты в состав Советского Союза.
Из литовской, латвийской и эстонской армий были сформированы литовский (29-й стрелковый), латвийский (24-й стрелковый) и эстонский (22-й стрелковый) территориальные корпуса, вошедшие в состав ПрибОВО.

## Последствия,депортациии война

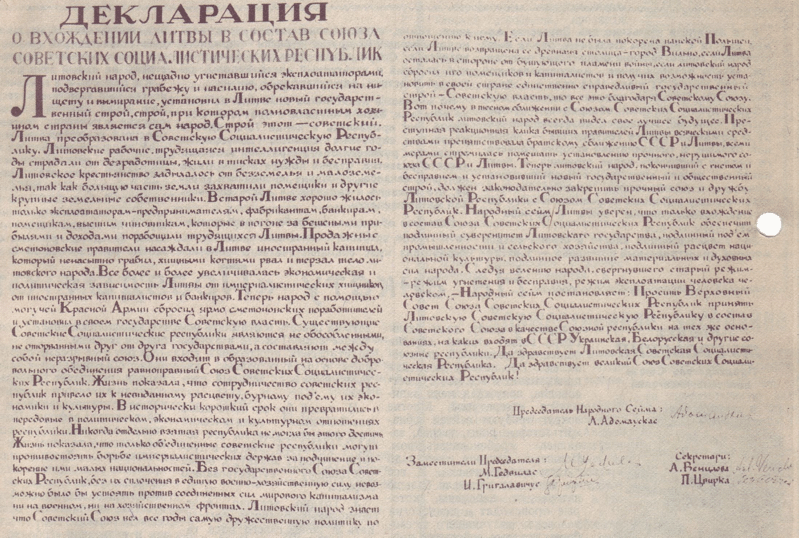
Декларация народного сейма Литвы о вхождении Литвы в состав СССР

Как и после присоединения Бессарабии, первыми кто попал под удар сталинских репрессий в Прибалтике, стали местные коммунистические и социалистические партии (как и вообще любые независимые от Москвы политики): деятельность коммунистической партии Латвии, Литвы и Эстонии была де-факто свёрнута до октября (но совсем отменены, как, например, компартия Бессарабии, они не были, их подменили созданными по приказу из Москвы «коммунистической партией большевиков Латвии» и «коммунистической партии большевиков Эстонии», а в Литве было объявлено о функционировании прекратившей своё существование ещё двадцать лет назад «коммунистической партии большевиков Литвы и Белоруссии», то есть по факту из Белоруссии в соседнюю с ней Литву были массово отправлены комсомольцы и коммунисты под видом объединённой партии, «которая высоко держит „ленинское знамя“» — новые наименования партий со словом «большевиков» в названиях сохранялись до 1952 года). Все они были объявлены «предательскими», «вражескими», «диверсионными», а их члены почти поголовно расстреляны или сосланы в Сибирь как «немецкие шпионы». Вместо них в Прибалтику были массово завезены советские коммунисты из СССР, которые и стали соответственно «латышскими», «литовскими» и «эстонскими» «коммунистами», а местные компартии с 8 октября 1940 года стали филиалом ВКП(б), а затем КПСС, — назначение в местные органы власти, как и в местные псевдокоммунистические партии теперь было возможно только при наличии советского гражданства, людей не являющихся и не являвшихся гражданами этих стран, по путёвке советских органов госбезопасности. В советской историографии существование до 1940 года в независимых странах Прибалтики собственных коммунистических и социалистических партий либо вообще замалчивалось, либо замалчивался их состав и не упоминалось о произошедших после аннексии «чистках». Предыдущие съезды этих партий, свободно проводившиеся до аннексии, были объявлены «нелегальными» (то есть проводившимися подпольно), проведённые по указанию из Москвы съезды с полностью заменённым составом членов этих партий в 1940—41 гг. были объявлены «первыми съездами в легальных условиях», — впоследствии этот тезис о «первых легальных съездах» насаждался в советской партийной историографии прибалтийских республик. 
Репрессированным партийцам, которым удалось выжить в сталинских лагерях до реабилитации жертв сталинских репрессий, было отказано в возвращении на родину и в восстановлении партийного стажа (зачёт «партийного стажа» был чрезвычайно важным вопросом для партаппарата, аналогичным выслуге лет в госаппарате), кроме того до аннексии в прибалтийские партии принимались только по рекомендации не менее троих «старых партийцев», то есть имеющих многолетний партийный стаж, теперь же для всех троих рекомендующих ко вступлению в «компартии большевиков» требовалось не более полугода стажа и столько же времени знакомства с «кандидатом в члены партии». Официально было «временно разрешено» укомам и горкомам партии трёх республиканских партийных организаций принимать в партию по рекомендациям членов партии, имеющих полугодовой партийный стаж, о расстрелянных и сосланных в Сибирь бывших партийцах советская пропаганда и историография утверждала, что они все «получили новые назначения на важные участки работы в различные города и уезды. В итоге бо́льшая часть коммунистов сменила местожительство и место работы», а сама аннексия со вводом советских войск и последовавшими вслед за ними репрессиями были названы «социалистическими революциями» и «восстановлением советской власти». 
В официальной советской историографии прибалтийских республик произошедшая массовая замена кадров была названа «направлением большой группы опытных партийных и советских работников из братских республик СССР», а также «помощью кадрами молодым советским республикам». Кроме того, чтобы придать происходившим перестановкам видимость легитимности, советская пропаганда утверждала, что присланные кадры имели прибалтийское происхождение, были «ветеранами партии», хотя достоверно известно, что проживавшие в Советском Союзе деятели прибалтийских компартий, подверглись массовым репрессиям ещё в 1937—1938 и летом 1940 года, накануне «присоединения» (после того как Сталин провозгласил проживавших в СССР европейских социалистов «социал-фашистами»), что подтверждается в том числе и официальной советской историографией в рамках «разоблачения культа личности» и реабилитации жертв сталинских репрессий, но без выводов о систематичности этой политики.

Пикет за присоединение Латвии к СССР. 1940 год

Помимо, собственно, представителей социалистических партий среди подвергшихся репрессиям осенью-зимой 1940—1941 гг. были секретные сотрудники советской разведки НКВД, которые были прозваны местными жителями «целовальниками русских танков» (krievu tanku bučotāji), завербованные перед «присоединением» и сыгравшие важную роль в обеспечении политико-социальной базы аннексии, подготовке общественного мнения прибалтийских стран к отказу от сопротивления и т. п. (довоенные сексоты советской разведки в прибалтийских странах, как правило, были залегендированы под местных либералов и аристократов, например З. Воскресенская, маскировавшаяся под латвийскую баронессу). Наводнившие Прибалтику советские партийно-советские кадры занялись массовым разворовыванием и вывозом «на родину» имущества, оставшегося от функционеров предыдущего режима (вплоть до руководящих кадров, см. например с скандал с Исаченко). Активное содействие советской аннексии оказали завербованные НКВД организации русских националистов, «национал-большевиков» и так называемых «евразийцев», которые во время ввода советских войск провозгласили себя «комбедами», начали погромы и разграбление магазинов под русскими националистическими и антисемитскими лозунгами.
После вхождения прибалтийских государств в состав СССР здесь прошла советизация: начались в основном уже завершённые в остальной стране социалистические преобразования экономики и репрессии против интеллигенции, духовенства, бывших политических деятелей, офицеров, зажиточных крестьян. В 1941 году, «в связи с наличием в Литовской, Латвийской и Эстонской ССР значительного количества бывших членов различных контрреволюционных националистических партий, бывших полицейских, жандармов, помещиков, фабрикантов, крупных чиновников бывшего государственного аппарата Литвы, Латвии и Эстонии и других лиц, ведущих подрывную антисоветскую работу и используемых иностранными разведками в шпионских целях», были произведены массовые депортации населения.
В республиках Прибалтики перед самым началом войны была завершена т. н. операция по выселению «неблагонадежного и контрреволюционного элемента» — из Эстонии было выслано по официальным данным 9156 человек, из Литвы — около 17,5 тысяч, из Латвии — 15 424 человека. В советское время эта депортация была засекречена и упоминать о ней в печати не разрешалось, в перестроечные годы стали говорить о высылке «контрреволюционных элементов». По утверждениям историка Арвидаса Анушаускаса, которые опираются на мемуары Руты Упите, списки на ссылку в Сибирь были подготовлены на тех граждан этих прибалтийских стран, которые продолжали публично общаться на родном языке, игнорировать и бойкотировать прибывших русскоговорящих, не пользовались услугами советских госконтор и учреждений. В течение трёх недель жителей выселяли по ночам — за ними домой, без какого-либо предупреждения, подъезжали конвоиры и отводили всех домочадцев в «воронок» прямо из постели, иногда даже не давая времени одеться, если двери им не открывали, их выламывали, а с 14 июня эти действия советских властей приняли характер повсеместной массовой уличной облавы — совместные наряды армии и НКВД хватали на улицах всех подряд с не «по-русски» звучащими именем и фамилией (мужчинам ко всему связывали за спиной руки), препровождали их к вагонам для скота и отправляли этапом в советские концлагеря, — в частности в Вятский и Соликамский, — с жесточайшим режимом содержания, где в течение года большая часть депортированных умерли (как отмечает Анушаускас, современная российская историография в постсоветское время продолжала опираться на сфабрикованные НКВД отчёты, где описывалось «удовлетворительные условия», «трёхразовое питание» и прочие «блага» для задержанных местных жителей). 
Эта операция в основном была завершена к 21 июня 1941 года, но авторы справочника «Оккупация и аннексия» (2006) утверждают, что если бы не начало войны, то депортации бы неминуемо продолжались и было бы депортировано гораздо больше населения, чем было депортировано в связи с началом войны. В частности, по мнению литовских исследователей, если бы планы Сталина не нарушила война, то местные священнослужители, как католические, так и православные, были бы искоренены полностью, вместо них НКВД уже завезло подготовленные кадры из РПЦ, которым собиралось передать все изъятые у местных конфессий храмы, соборы и церкви.

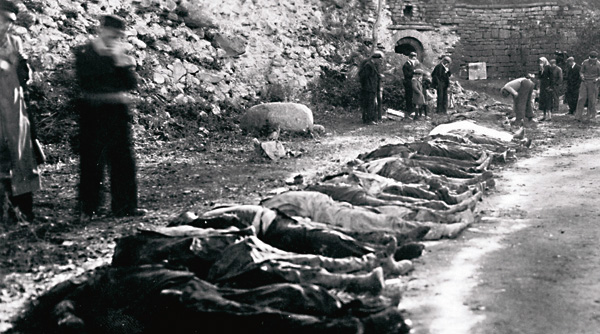
Жертвы советских репрессий в Курессааре, Эстония

Летом 1941 года, вскоре после нападения Германии на СССР, в Литве, Латвии и Эстонии произошли существенные перемены и реституция, как в сфере социальных отношений, так и в отношении изъятого советской властью имущества, прежде всего жилого фонда. В повседневной жизни это приняло следующий характер: оставшиеся прибалты, которые советской властью были низведенны до людей второго сорта, и те из них, кто вернулся из вынужденной эмиграции в Европу, стали повсеместно выгонять на улицу завезенных за предыдущий год и расселённых в их жилищах советских граждан столь же бесцеремонно, как это происходило с ними самими в период аннексии. Эти действия местного населения были позже названы советской историографией «выступлениями пятой колонны». Руководство партийно-советского «актива», предвидя риск народной расправы, поспешили бежать вместе с семьями и частью присвоенного имущества на подручном транспорте ещё до прибытия немецких войск (в советских источниках это бегство было названо «эвакуацией кадровой и материально-технической базы»). Сколько именно было изгнано некоренного населения летом 1941 года неизвестно — поскольку ни ввезенных, ни бежавших власти не считали, но достоверно известно, что уже вскоре после войны с прилегающих к Прибалтике регионов, в том числе из Смоленской области, советские власти стали снова массово завозить в Прибалтику население, в первую очередь колхозников, для того, чтобы восполнить образовавшийся перекос, более того, советские крестьяне из колхозов, не попавшие в этот «сталинский набор», воспользовавшись временным послаблением репрессивных мер советской власти в деревне, стали сами массово сбегать, порой целыми колхозами, в соседнюю Прибалтику, будучи готовыми устраиваться там на любую, даже самую низкооплачиваемую работу.
В 1944—1945 годах, в результате Прибалтийской операции, капитуляции немецких войск в Мемеле и Курляндском котле, территория современных прибалтийских стран была очищена от Вермахта и были восстановлены советские республики.
В 1949 году была организована ещё одна волна депортации части жителей Латвии, Литвы и Эстонии в Сибирь — так называемая операция «Прибой», в ходе которой было выселено около 100 тыс. человек.
Страны Балтии оказались единственными членами Лиги наций (не считая побеждённой Германии), чья независимость не была восстановлена после Второй мировой войны.

## Международная реакция
Вхождение прибалтийских государств в состав СССР не было признано США, Ватиканом и рядом других стран. Признавали его de jure Швеция, Испания, Нидерланды, Австралия, Индия, Иран, Новая Зеландия, Финляндия; de facto — Великобритания и ряд других стран. В изгнании продолжили деятельность некоторые дипломатические представительства довоенных прибалтийских государств, после Второй мировой войны было создано правительство Эстонии в изгнании. Статус этих дипломатических представительств был неоднозначен. Например, они долгое время не могли распоряжаться активами своих республик, которые власти США заблокировали в американских банках ещё 15 июля 1940 года. Только в 1950 году власти США разрешили прибалтийским диппредставительствам пользоваться процентами этих активов. В дальнейшем Вашингтон предоставлял диппредставительствам символические уступки. Например, в 1983 году указание на картографических материалах прибалтийских стран как независимых государств, оккупированных СССР, стало обязательным для закупок этих материалов для нужд армии США. Постепенно почти все прибалтийские эмигрантские дипломатические представительства за рубежом прекратили существование — на конец 1980-х годов оставались действующими только три миссии в США (литовская и латвийская в Вашингтоне, эстонская в Нью-Йорке), одна в Великобритании (литовская в Лондоне, её до 1991 года возглавлял прибывший туда ещё в 1938 году торговый советник) и одна в Ватикане (литовская).

## Судьба зарубежных активов прибалтийских стран
Основная часть активов Эстонии, Латвии и Литвы хранилась за рубежом. Например, в Великобритании были захвачены властями около 50 судов этих стран; также британские власти заморозили золотой запас трех республик. Всего было заморожено в Великобритании 14 тонн золота этих государств, из которых 6,58 тонны ранее принадлежали Латвии, 4,48 тонны — Эстонии и 2,96 тонны — Литве. Госбанк СССР купил у центробанков этих стран это золото ещё до их присоединения к СССР, но британские власти отказывались передавать его Москве. Вопрос о прибалтийском золоте был отчасти разрешен в ходе визита в Великобританию А. Н. Косыгина и определён в британско-советском соглашении, подписанном 5 января 1968 года, — британское правительство положило на счёт Госбанка СССР в Банке Англии 0,5 млн фунтов стерлингов для покупки британских же товаров. На этом вопрос о прибалтийских активах в Великобритании был снят. После получения этими странами независимости от СССР Лондон согласился вернуть активы. В 1992—1993 годах Великобритания заключила соглашения с Эстонией, Латвией и Литвой о возвращении этим странам их золотых вкладов, хранившихся в Великобритании в том размере, в каком они принадлежали центробанкам этих стран по состоянию на 1940 год.

## Современная политика

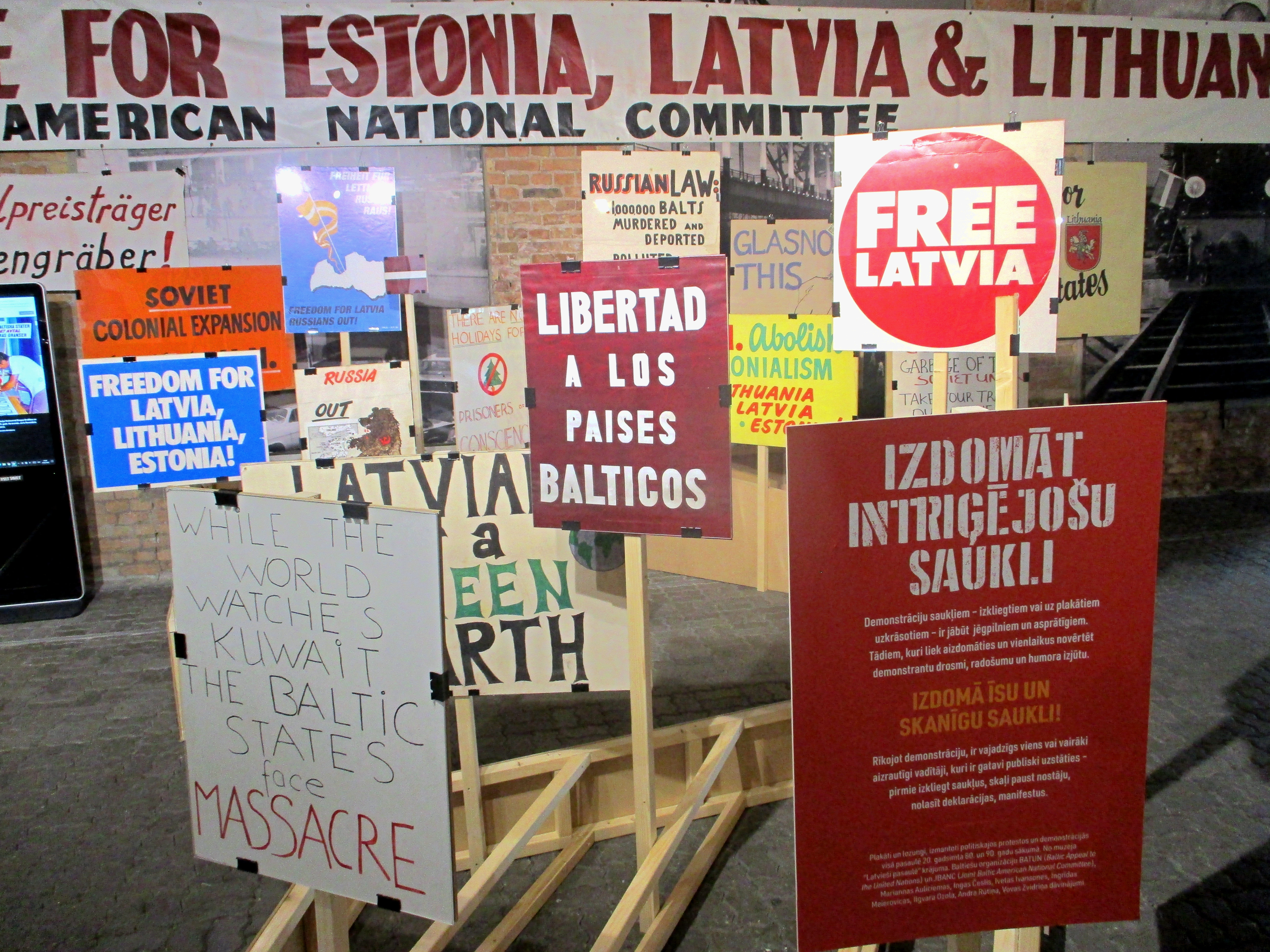
Плакаты «Советская колониальная экспансия унижает ООН» и «ООН, останови советский колониализм в Литве, Латвии и Эстонии» в музейной экспозиции «Nyet, nyet, Soviet!» в Латвии

В 1991 году во время распада СССР прибалтийские республики провозгласили восстановление своей независимости, что было признано постановлениями Госсовета СССР 6 сентября 1991 года. Литва, Латвия и Эстония восстановили свою независимость. События 1940 года рассматриваются в Европе как акт оккупации, затянувшейся почти на полвека. Современные страны Балтии считаются правопреемниками соответствующих государств, существовавших в 1918—1940 годах, а советские прибалтийские республики — незаконными оккупационными режимами.
16 сентября 2008 года Сенат США единогласно утвердил резолюцию, в которой заявлено о том, что Россия должна признать незаконность советской оккупации Латвии, Литвы и Эстонии:

Конгресс просит президента США и госсекретаря США призвать правительство Российской Федерации признать, что советская оккупация Латвии, Эстонии и Литвы в соответствии с пактом Молотова-Риббентропа в течение последующего 51 года была незаконной… США никогда не признавали эту незаконную и насильственную оккупацию, и последующие президенты США сохраняли непрерывавшиеся дипломатические отношения с этими странами в течение всей советской оккупации, никогда не признавая их в качестве «советских республик».
В 1960, 1994 и 2005 годах Совет Европы в своих резолюциях характеризовал вхождение прибалтийских государств в состав СССР как оккупацию, насильственную инкорпорацию и аннексию. В 1983 и 2005 годах Европейский парламент осудил его, охарактеризовав период вхождения этих государств в состав СССР как советскую оккупацию.
Европейский суд по правам человека вынес следующее решение по событиям 1939—1991 годов:

Суд отмечает, что Эстония потеряла независимость в результате Договора о ненападении между Германией и СССР (известного также как Пакт Молотова-Риббентропа), заключённого 23 августа 1939 года, и дополнительных секретных протоколов. Вслед за ультиматумом о размещении в Эстонии советских военных баз в 1939, в июне 1940 года произошёл ввод крупных сил советской армии. Законное правительство было свергнуто, и советское правление было установлено силой. Тоталитарный коммунистический режим Советского Союза провёл широкие и систематические акции против населения Эстонии, включая, например, депортацию 10 тыс. человек 14 июня 1941 и более 20 тыс. человек 25 марта 1949 года. После Второй мировой войны десятки тысяч человек ушли в леса с целью избежать репрессий со стороны советских властей. Часть из них активно сопротивлялась оккупационному режиму. Согласно данным органов безопасности, около 1500 человек были убиты и почти 10 000 арестованы в период движения сопротивления 1944—1953.
Различия в оценке событий 1940 года и последующей истории прибалтийских стран в составе СССР являются источником неослабевающей напряжённости в отношениях между Россией и странами Балтии.
МИД РФ рассматривает присоединение Прибалтики к СССР как соответствующее нормам международного права того времени.
В 2008 году Историко-документальный департамент МИД России в краткой справке о «Пакте Молотова-Риббентропа» написал:

С самого начала заключение советско-германского пакта было воспринято на Западе неоднозначно и вызвало множество комментариев, в основном критического характера. В последнее время нападки на Россию по этому поводу приобрели особый размах. Заключение пакта активно используется нашими оппонентами из стран Балтии и Восточной Европы в качестве «обоснования» некой «равной ответственности» СССР и фашистской Германии за развязывание Второй мировой войны. Однако фактическая сторона выглядела иначе, и при оценке подписанных документов было бы неверно выдергивать их из военно-политического контекста того времени.
Ряд экспертов поднимает и вопрос о двойственной позиции стран Запада относительно присоединения Прибалтики. Так, в октябре 1994 года тогдашний президент Латвии Гунтис Улманис отмечал:

«Во время своей беседы с Ричардом Холбруком, одним из заместителей Уоррена Кристофера, я сказал ему: если вы 50 лет не признавали инкорпорации стран Балтии, то почему сейчас вы не хотите достаточно громко и открыто согласиться с тем, что страны Балтии были оккупированы? Однако тогда, как и обычно в подобных беседах, всё свелось к политической дискуссии по поводу многих юридических стандартов оккупации. Это узловой вопрос — 50 лет не признавали инкорпорации, а сейчас не хотят признавать, что была оккупация».
В последнее время конфликт также обостряется периодическими требованиями, на государственном уровне, стран Прибалтики к России с требованием выплаты компенсации «за оккупацию страны» (например, соответствующая резолюция была принята литовским парламентом). Правительство Российской Федерации отказывается признавать факт оккупации СССР стран Прибалтики и отказывается ставить знак равенства между СССР и нацистской Германией.
Проблема гражданства
После провозглашения своей независимости Литва приняла концепцию «нулевого варианта» гражданства. Все жители, прописанные в Литве на момент провозглашения независимости, получили право принятия литовского гражданства. В то же время в Латвии и Эстонии до сих пор не урегулированы многие вопросы, касающиеся правового статуса русскоязычных жителей — переселенцев эпохи 1940—1991 годов и их потомков, поскольку гражданами этих государств были первоначально признаны лишь граждане довоенных Латвийской и Эстонской Республик, их потомки (в Эстонии также поддержавшие независимость Эстонской Республики на референдуме 3 марта 1991 года граждане Эстонской ССР), остальные же могли получить гражданство только после прохождения процедуры натурализации, что создало уникальную для современной Европы ситуацию существования на её территории массового безгражданства.
Международные организации рекомендовали Латвии присвоить негражданам право голоса на муниципальных выборах; упростить натурализацию; сократить разницу между правами граждан и неграждан; не требовать от натурализуемых высказывать убеждения, противоречащие их видению истории своей культурной общины или нации. Эстонии международные организации рекомендовали упростить натурализацию вообще или для пожилых людей, а также более эффективно регистрировать детей неграждан в качестве граждан.

## Мнения историков и политологов
Советские историки характеризовали события 1940 года как социалистические революции и настаивали на добровольном характере вхождения прибалтийских государств в состав СССР, утверждая, что оно получило окончательное оформление летом 1940 года на основе решений высших законодательных органов этих стран, получивших на выборах самую широкую поддержку избирателей за всё время существования независимых прибалтийских государств. С подобной точкой зрения согласны и некоторые российские исследователи, которые также не квалифицируют события как оккупацию, хотя и не считают вхождение добровольным.
Большинство зарубежных историков и политологов, а также некоторые современные российские исследователи, характеризуют этот процесс как оккупацию и аннексию независимых государств Советским Союзом, осуществлённую постепенно, в результате ряда военно-дипломатических и экономических шагов и на фоне разворачивающейся в Европе Второй мировой войны. Современные политики говорят также о синонимичной «аннексии» «насильственной инкорпорации» (англ. forcible incorporation), последовавшей за оккупацией, иногда используя определения «инкорпорация» или «поглощение» (англ. absorption) в качестве эвфемизмов. Экс-глава МИДа Латвии Юрканс, Янис, комментируя высказывание Кондолизы Райс о «насильственной инкорпорации», а не «оккупации» стран Балтии на встрече с министрами иностранных дел в 2007 г. отметил: «Администрация США пользуется той лексикой, которая зафиксирована в официальных соглашениях между США и странами Балтии. В американо-балтийской хартии фигурирует именно слово инкорпорация».
Отрицающие оккупацию ученые указывают на отсутствие военных действий между СССР и странами Балтии в 1940 году. Их оппоненты возражают, что определение оккупации не обязательно подразумевает войну, например оккупацией считается захват Германией Чехословакии в 1939 году и Дании в 1940. Эстонский исследователь Лаури Мялксоо, акцентируя внимания на том, что военные действия не начались, в то же время полагает, что оккупация, по своему характеру, была существенно ближе к военной, чем к мирной, хотя и не представляла собой ни первую, ни вторую в чистом виде и предлагает рассматривать её как квази-военную оккупацию (occupatio quasi-bellica).
Прибалтийские историки подчёркивают факты нарушения демократических норм при проведении внеочередных парламентских выборов, состоявшихся в одно и то же время в 1940 году во всех трёх государствах в условиях значительного советского военного присутствия, а также тот факт, что на выборах, состоявшихся 14 и 15 июля 1940 года, был дозволен только один выдвигаемый от «Блока трудового народа» список кандидатов, а все остальные альтернативные списки были отклонены. Прибалтийские источники считают, что результаты выборов были сфальсифицированы и они не отражали волю народа. Например, в статье, размещённой на сайте министерства иностранных дел Латвии, историк И. Фелдманис приводит информацию о том, что «В Москве советское агентство новостей ТАСС дало информацию об упомянутых результатах выборов уже за двенадцать часов до начала подсчёта голосов в Латвии». Он же приводит мнение правоведа Дитриха А. Лёбера (Dietrich André Loeber) — о том что аннексия Эстонии, Латвии и Литвы была фундаментально нелегальна, поскольку она базируется на интервенции и оккупации. Из этого делается вывод, что решения прибалтийских парламентов о вхождении в СССР были предопределены заранее.

## Мнения современников
- Черчилль в письме министру иностранных дел Идену от 8 января 1942 года:

Мы никогда не признавали границы России 1941 года кроме как de facto. Они достигнуты путём актов агрессии в позорном сговоре с Гитлером. Сдача народов стран Балтии под власть Советской России против их воли будет противоречить всем принципам, за которые мы ведём эту войну, и будет позорить наше дело.
Оригинальный текст (англ.)We have never recognized the 1941 frontiers of Russia except de facto. They were acquired by acts of aggression in shameful collusion with Hitler. The transfer of the peoples of the Baltic States to Soviet Russian against their will would be contrary to all the principles for which we are fighting this war and would dishonour our cause.

- Франклин Рузвельт — Иосифу Сталину, 1 декабря 1943 года[138][139][140]:

Рузвельт. В Соединённых Штатах может быть поднят вопрос о включении прибалтийских республик в Советский Союз, и я полагаю, что мировое общественное мнение сочтёт желательным, чтобы когда-нибудь в будущем каким-то образом было выражено мнение народов этих республик по этому вопросу. Поэтому я надеюсь, что маршал Сталин примет во внимание это пожелание. У меня лично нет никаких сомнений в том, что народы этих стран будут голосовать за присоединение к Советскому Союзу так же дружно, как они сделали это в 1940 году.
Сталин. Литва, Эстония и Латвия не имели автономии до революции в России. Царь был тогда в союзе с Соединёнными Штатами и с Англией, и никто не ставил вопроса о выводе этих стран из состава России. Почему этот вопрос ставится теперь?
Рузвельт. Дело в том, что общественное мнение не знает истории.

## В художественной литературе
- Лацис В. Т. К новому берегу. / роман; пер. с латыш. Я. Шумана. — М.: Воениздат, 1988. — 573 с — ISBN 5-203-00563-X